# Masque Mukudji

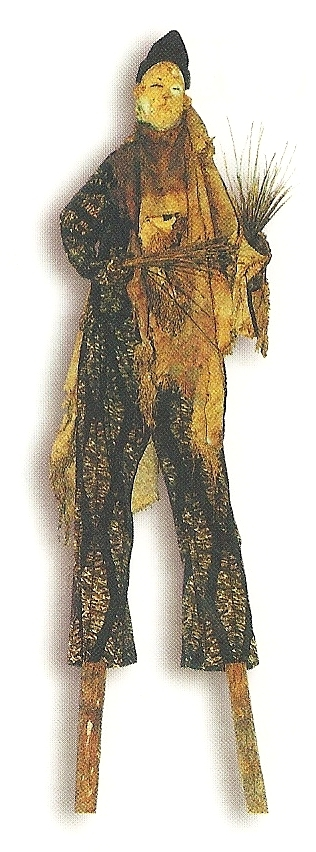
Masque Mukudji

Le masque Mukudji est un masque traditionnel gabonais, originaire du groupe ethnique Punu dans les régions de la Ngounié et de la Nyanga (Gabon).

## Description
Le masque représenté ci-dessus est haut de 18 cm et large de 36. Il est en bois tendre et raphia.
Le masque possède 27 scarifications disposées en losange : 9 frontales et 18 temporales (9 de chaque côté). Une interprétation voudrait que le chiffre 9 corresponde aux 9 tribus que comprend l'ethnie. 

## Utilisation
Ce masque est porté par les hommes. 
Le danseur qui le porte, monté sur échasses, symbolise l'autorité. Il tient dans ses mains deux chasse-mouches, symboles de sagesse et d'autorité, qu'il agite continuellement au son des tambours et des trompettes.
Ce masque a pour but d'apaiser les esprits des belles jeunes filles mortes. Il se produit lors de la danse Mbwanda.
Il est aussi utilisé dans les villages, lors des cérémonies de divertissements diurnes telles que la naissance de jumeaux.